# Cașva, Mureș
Cașva (în maghiară Kásva) este un sat în comuna Gurghiu din județul Mureș, Transilvania, România.

## Istoric
În data de 27 mai 2011 executorul judecătoresc a fost împiedicat să pună în executare decizia civilă nr. 120 din 31 octombrie 2008, învestită cu formulă executorie la 20 ianuarie 2011, prin care Curtea de Apel Suceava a dispus retrocedarea către Parohia Română Unită Cașva a bisericii greco-catolice din localitate, una din cele trei biserici existente la fața locului.

## Personalități
- Alexandru Pop (agricultor) (1880 - 1928), deputat în Marea Adunare Națională de la Alba Iulia 1918
- Dorift Șuteu (1887 - 1965), deputat în Marea Adunare Națională de la Alba Iulia 1918

## Imagini

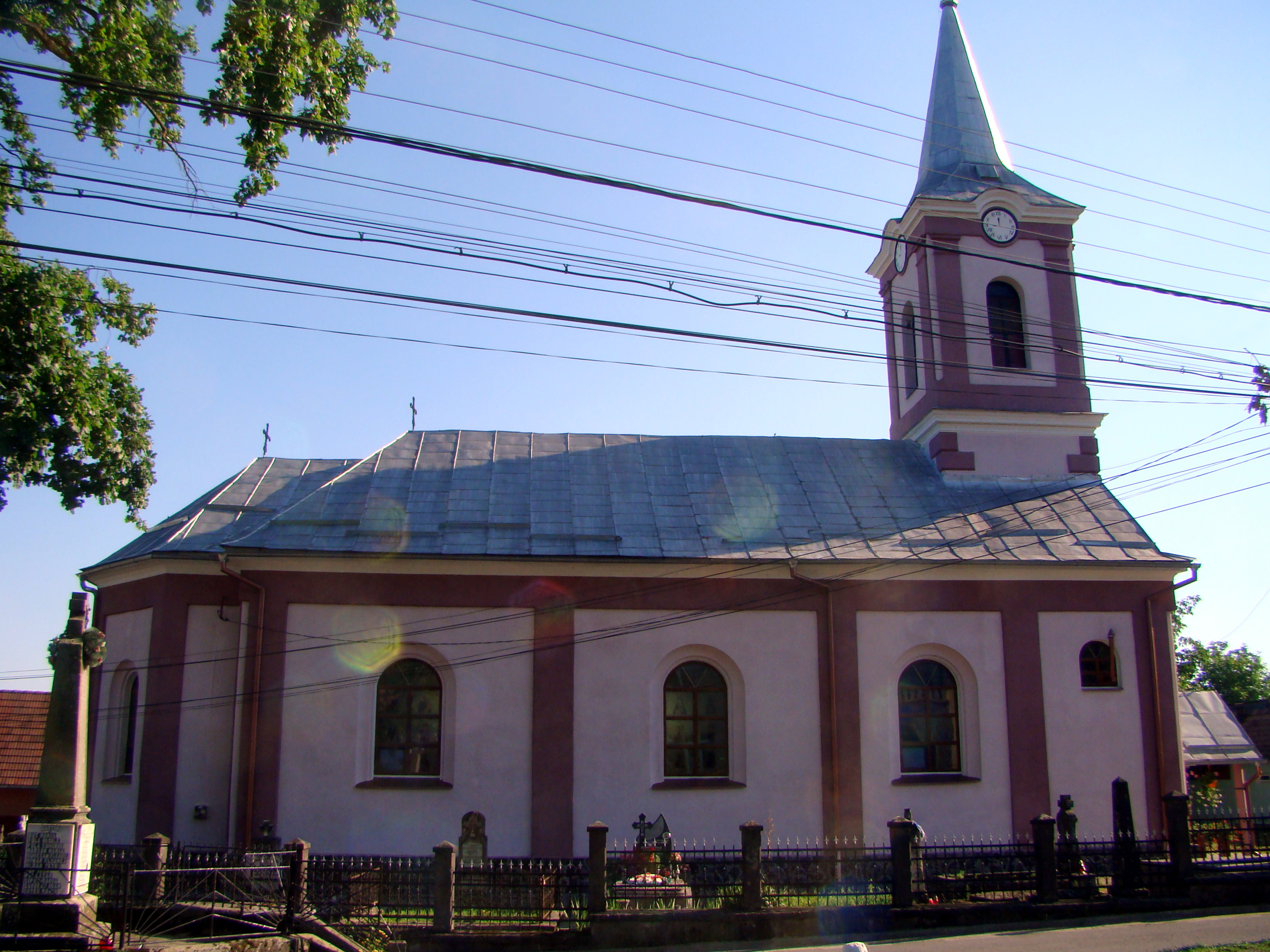
Biserica greco-catolică „Preasfânta Treime”
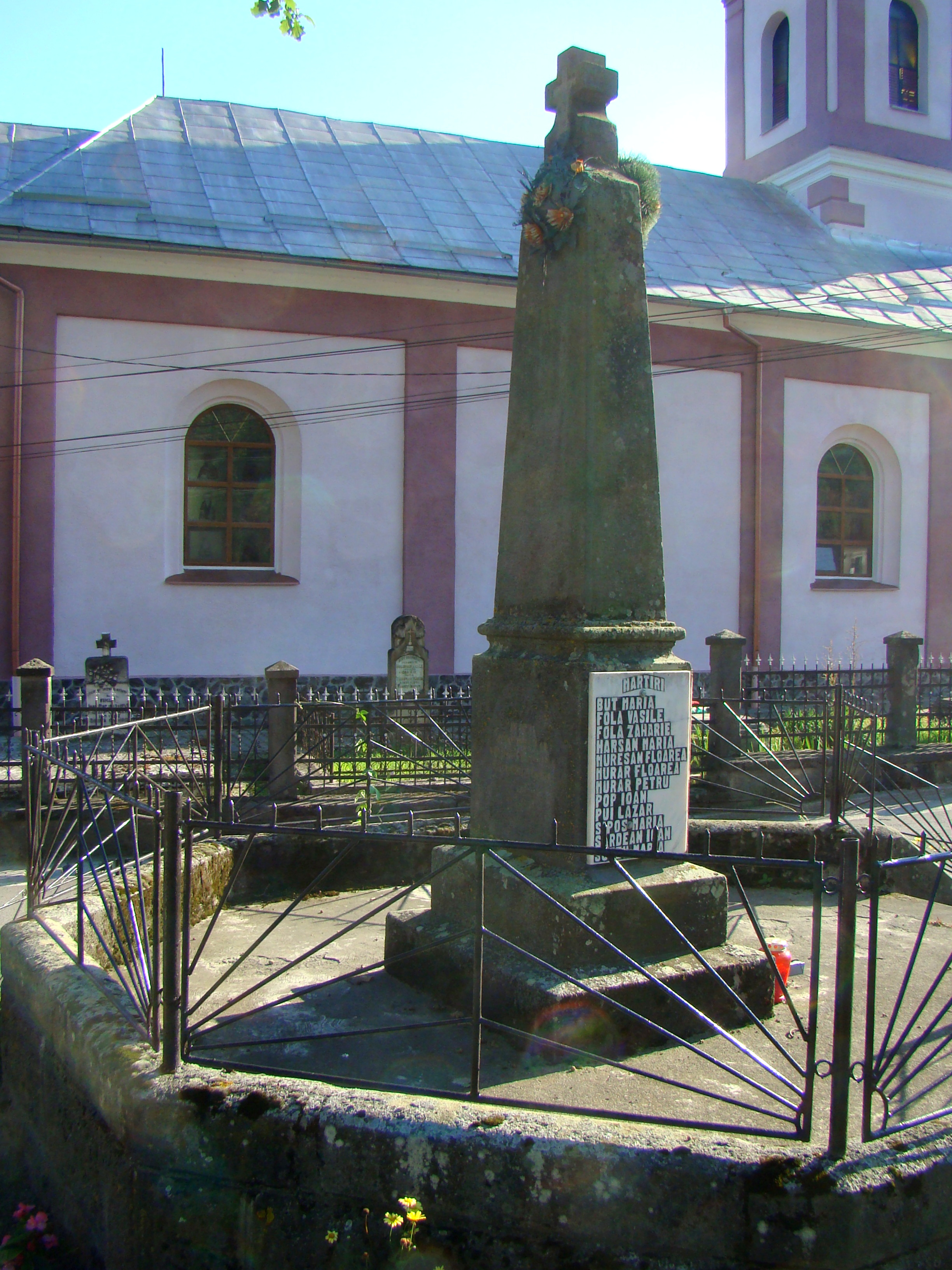
Monumentul eroilor
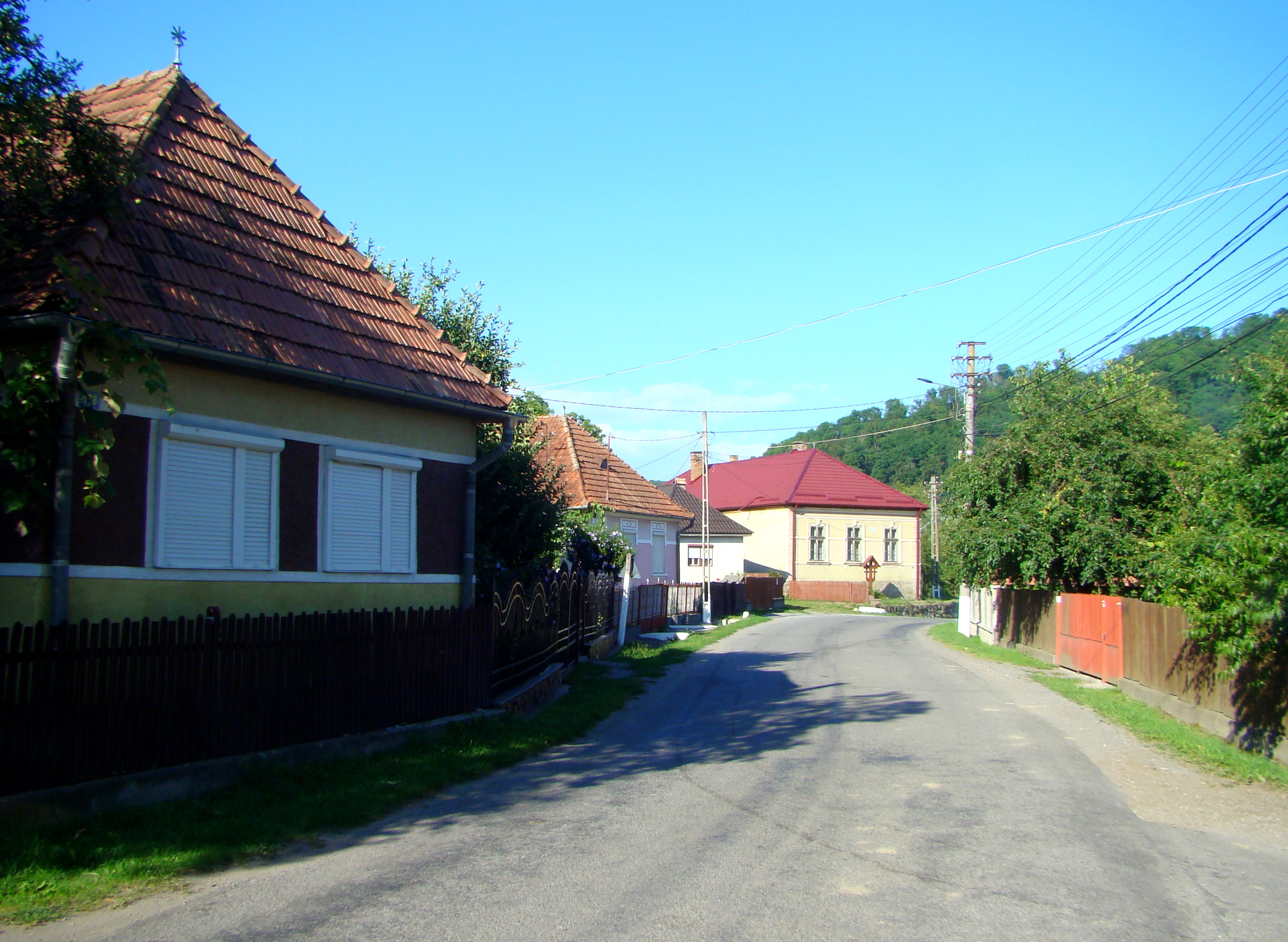
Strada principală
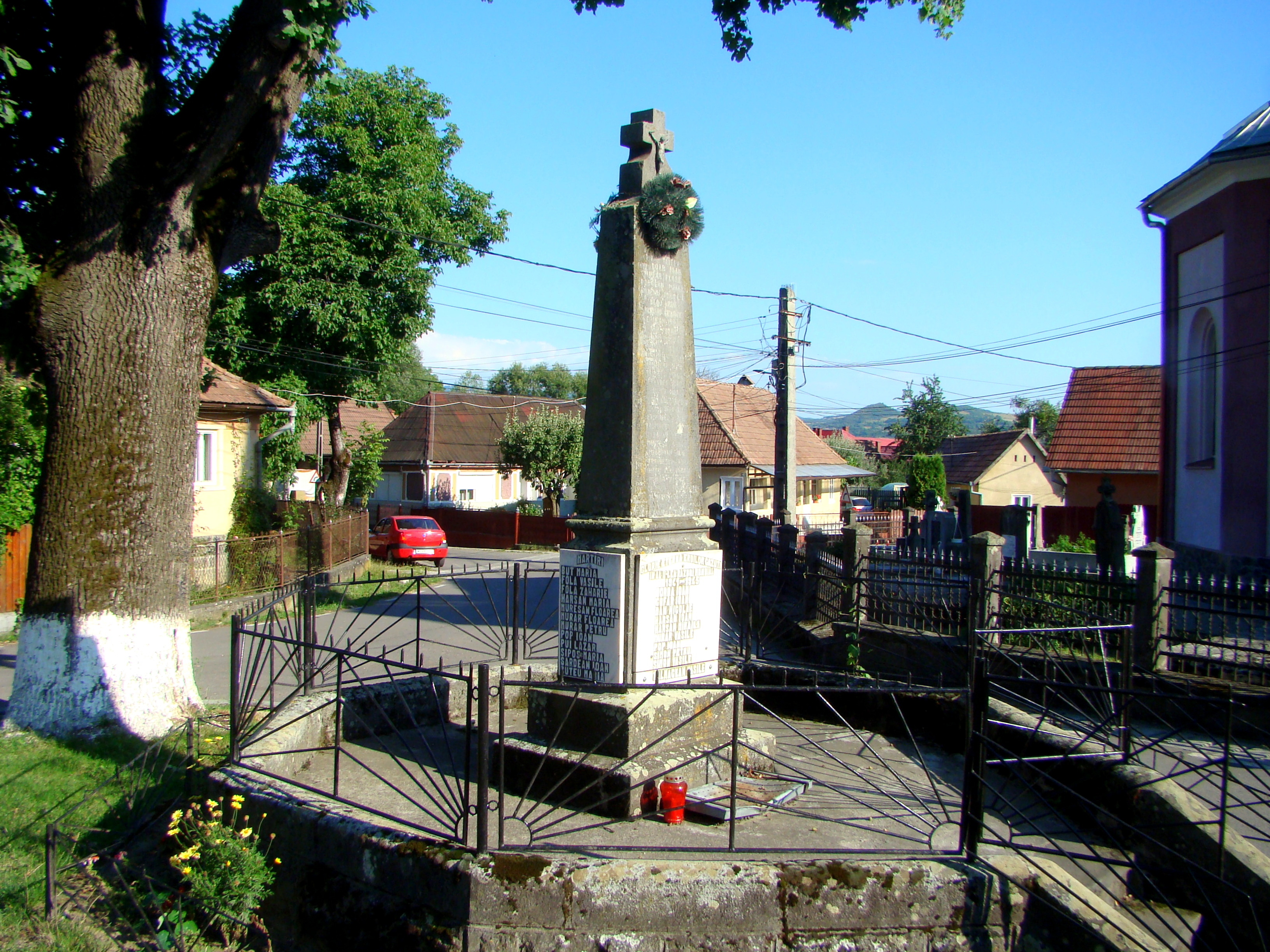
Monumentul eroilor